# Върколак през нощта
„Върколак през нощта“ (на английски: Werewolf by Night) е първият празничен епизод, продуциран от Marvel Studios.
Създаден е от Майкъл Джакино и е част от Четвъртата фаза на Киновселената на Марвел.
Епизодът излиза по Дисни+ на 7 октомври 2022 г.

## Сюжет
След смъртта на Юлисис Блъдстоун, ловецът на чудовища Джак Ръсел е призован от вдовицата на Юсилис, Веруса, в имението Блъдстоун, където той и други ловци на чудовища са избрани да участват в лов за определяне на новия лидер, който ще владее реликвата блъдстоун. Отчуждената дъщеря на Юлисис, Елза, пристига за да вземе реликвата, въпреки предупреждението на Веруса да не го прави.

## Актьорски състав
- Гаел Гарсия Бернал – Джак Ръсел / Върколак през нощта
- Лора Донъли – Елза Блъдстоун
- Хариет Сансъм Харис – Веруса Блъдстоун
- Кари Джоунс – Тед Салис / Човека-нещо